# Influenzavirus D
Deltainfluenzavirus è un genere di virus appartenente alla famiglia degli Orthomyxoviridae, in grado di infettare suini e bovini. L'unica specie appartentente è il virus dell'influenza D.